# Mistrzostwa Ameryki we Wspinaczce Sportowej 2020
Mistrzostwa Ameryki we Wspinaczce Sportowej 2020 – edycja Mistrzostw Ameryki we wspinaczce sportowej, która odbyła się w dniach od 24 lutego do 2 marca 2020 w amerykańskim Los Angeles. Konkurencje wspinaczki łącznej były jednocześnie kwalifikacjami do igrzysk olimpijskich w Tokio.

## Kwalifikacje do Letnich Igrzysk Olimpijskich 2020
Zawody te były jedną z kwalifikacji na igrzyska olimpijskie w Tokio (2020). Mistrzowie Ameryki, najlepsi wspinacze każdej płci automatycznie uzyskało kwalifikacje do letnich igrzysk olimpijskich w Tokio. Łącznie wzięło udział 48 wspinaczy (w tym 22 zawodników i 26 zawodniczek) w kwalifikacjach do igrzysk.
| Kwalifikacje do Letnich IO 2020 (Tokio) | Kwalifikacje do Letnich IO 2020 (Tokio) | Kwalifikacje do Letnich IO 2020 (Tokio) |
| --------------------------------------- | --------------------------------------- | --------------------------------------- |
| Lp.                                     | Mężczyźni                               | Kobiety                                 |
| 1.                                      | Colin Duffy                             | Alannah Yip                             |

## Medaliści
| Konkurencja                         | Złoto                           | Srebro                         | Brąz                              |
| ----------------------------------- | ------------------------------- | ------------------------------ | --------------------------------- |
| Mężczyźni                           |                                 |                                |                                   |
| wspinaczka łączna (26.02) szczegóły | Stany Zjednoczone · Colin Duffy | Stany Zjednoczone · Zach Galla | Stany Zjednoczone · Zander Waller |
| Kobiety                             |                                 |                                |                                   |
| wspinaczka łączna (26.02) szczegóły | Kanada · Alannah Yip            | Chile · Alejandra Contreras    | Stany Zjednoczone · Lauren Bair   |